# 霍夏區

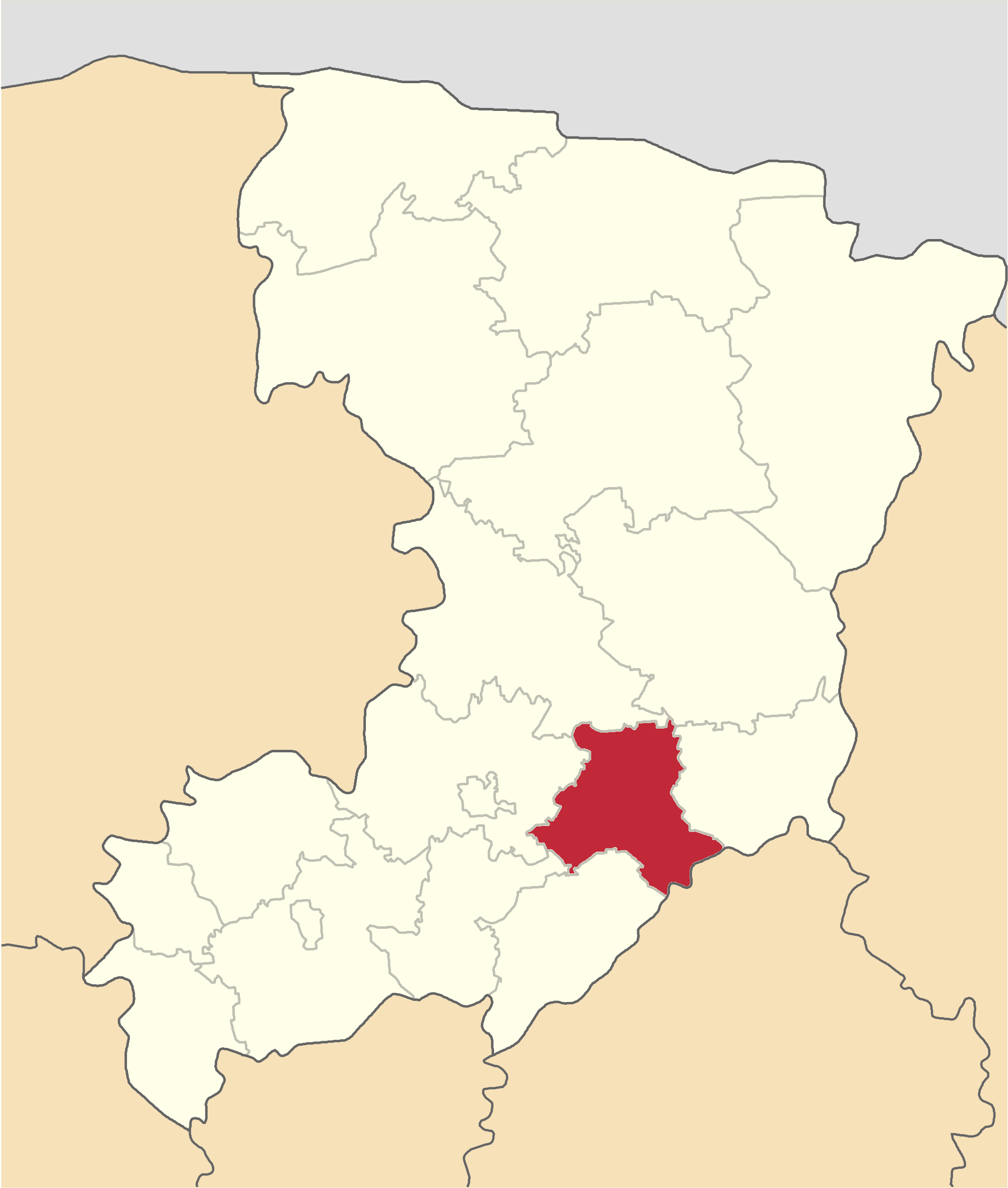
霍夏区在里夫内州的位置

霍夏區（烏克蘭語：Гощанський район）是烏克蘭西北部羅夫諾州的舊區，行政中心为霍夏，並於2020年撤銷。該區面積692平方公里，2015年人口35,404，人口密度每平方公里51.16人。